# فرانسوا بولانجي
فرانسوا بولانجي (18 ديسمبر 1953 - 11 سبتمبر 2021)، هو مقدم برامج تلفزيونية ومحرر العام للقوات المسلحة، منتج، ملحن هولندي. اشتهر لعامة الناس بأنه مقدم برنامج لعبة «Lingo»، الذي قدمه لسنوات عديدة على التلفزيون الهولندي.
في ليلة 10 / 11 سبتمبر 2021 ، توفي بولانجي في منزله في مدينة هارلم (شمال-هولندا) بعد مرض قصير من آثار السرطان.

## روابط خارجية
- فرانسوا بولانجي في قاعدة بيانات الأفلام على الإنترنت

قالب:Appendix